# Ibrahim Lahlafi
Ibrahim Lahlafi, Brahim Lahlafi (arab. ابراهيم•لهلفي; ur. 15 kwietnia 1968) – marokański lekkoatleta, długodystansowiec, medalista olimpijski z 2000.

## Osiągnięcia
Ibrahim Lahlafi zwyciężył w biegu na 5000 metrów w Pucharze Świata w 1994 w Londynie. Na mistrzostwach świata w 1995 w Götebor]u zajął w tej konkurencji 5. miejsce. Był ósmy w finale tej konkurencji na igrzyskach olimpijskich w 1996 w Atlancie. Na mistrzostwach Afryki w 1998 w Dakarze zdobył srebrny medal w biegu na 3000 metrów. Zajął 4. miejsce w biegu na 5000 metrów na mistrzostwach świata w 1999 w Sewilli.
Na igrzyskach olimpijskich w 2000 w Sydney zdobył w tej konkurencji brązowy medal, przegrywając jedynie z Millionem Wolde z Etiopii i z Alim Saïdi-Siefem z Algierii.
Odnosił również wiele sukcesów w biegach przełajowych. Był drużynowym wicemistrzem w mistrzostwach świata w 1994 w Budapeszcie i w mistrzostwach świata w 1995 w Durham (indywidualnie zajął 5. miejsce), a także brązowym medalistą w drużynie na długim dystansie w mistrzostwach świata w 1998 w Marrakeszu.
W marcu 2006 przyjął obywatelstwo Francji, ale rok później powrócił do obywatelstwa marokańskiego.

## Rekordy życiowe
- bieg na 3000 metrów – 7:28,94 (4 sierpnia 1999, Monako)
- bieg na 2 mile – 8:16,11 (24 sierpnia 1994, Göteborg)
- bieg na 5000 metrów – 12:49,28 (25 sierpnia 2000, Bruksela)
- bieg na 10 000 metrów – 27:43,05 (25 sierpnia 1995, Bruksela)
- bieg na 20 kilometrów – 59:17 (1 maja 2007, Maroilles)
- półmaraton – 1:01:00 (11 marca 2007, Paryż)
- maraton – 2:15:09 (15 kwietnia 2007, Paryż)[7]